# Brunsvigia natalensis
Brunsvigia natalensis är en amaryllisväxtart som beskrevs av John Gilbert Baker. Brunsvigia natalensis ingår i släktet Brunsvigia och familjen amaryllisväxter. Inga underarter finns listade i Catalogue of Life.